# Episodi di CSI - Scena del crimine (quinta stagione)
La quinta stagione della serie televisiva CSI - Scena del crimine è composta da 25 episodi ed è stata trasmessa dalla CBS dal 23 settembre 2004 al 19 maggio 2005, mentre in Italia è andata in onda in prima visione dal 3 marzo 2005 al 28 luglio 2005 sul canale a pagamento Fox Life e in chiaro su Italia 1 dal 23 marzo al 3 giugno 2006.
| nº | Titolo originale               | Titolo italiano            | Prima TV USA      | Prima TV Italia |
| -- | ------------------------------ | -------------------------- | ----------------- | --------------- |
| 1  | Viva Las Vegas                 | Viva Las Vegas             | 23 settembre 2004 | 3 marzo 2005    |
| 2  | Down the Drain                 | Pozzo nero                 | 7 ottobre 2004    | 10 marzo 2005   |
| 3  | Harvest                        | False accuse               | 14 ottobre 2004   | 17 marzo 2005   |
| 4  | Crow's Feet                    | I segni del tempo          | 21 ottobre 2004   | 24 marzo 2005   |
| 5  | Swap Meet                      | Scambi di coppia           | 28 ottobre 2004   | 31 marzo 2005   |
| 6  | What's Eating Gilbert Grissom? | Cosa mangia Grissom?       | 4 novembre 2004   | 7 aprile 2005   |
| 7  | Formalities                    | Formalità                  | 11 novembre 2004  | 14 aprile 2005  |
| 8  | Ch-Ch-Changes                  | Il sesso degli angeli      | 18 novembre 2004  | 21 aprile 2005  |
| 9  | Mea Culpa                      | Mea culpa                  | 25 novembre 2004  | 28 aprile 2005  |
| 10 | No Humans Involved             | Niente di umano            | 9 dicembre 2004   | 5 maggio 2005   |
| 11 | Who Shot Sherlock?             | Elementare Watson          | 6 gennaio 2005    | 12 maggio 2005  |
| 12 | Snakes                         | Crimini efferati           | 13 gennaio 2005   | 19 maggio 2005  |
| 13 | Nesting Dolls                  | Matrioska                  | 3 febbraio 2005   | 26 maggio 2005  |
| 14 | Unbearable                     | Il colore dei soldi        | 10 febbraio 2005  | 2 giugno 2005   |
| 15 | King Baby                      | Ritorno all'infanzia       | 17 febbraio 2005  | 9 giugno 2005   |
| 16 | Big Middle                     | Il corriere                | 24 febbraio 2005  | 16 giugno 2005  |
| 17 | Compulsion                     | Raptus violento            | 10 marzo 2005     | 23 giugno 2005  |
| 18 | Spark of Life                  | Il miglior amico           | 31 marzo 2005     | 30 giugno 2005  |
| 19 | 4 x 4                          | Il narcisista              | 14 aprile 2005    | 7 luglio 2005   |
| 20 | Hollywood Brass                | L'altra verità             | 21 aprile 2005    | 14 luglio 2005  |
| 21 | Committed                      | Ai limiti della follia     | 28 aprile 2005    | 21 luglio 2005  |
| 22 | Weeping Willows                | Le lacrime di Willows      | 5 maggio 2005     | 21 luglio 2005  |
| 23 | Iced                           | Ghiacciato                 | 12 maggio 2005    | 27 luglio 2005  |
| 24 | Grave Danger: Part 1 e 2       | Sepolto vivo (parte 1 e 2) | 19 maggio 2005    | 28 luglio 2005  |
| 25 | Grave Danger: Part 1 e 2       | Sepolto vivo (parte 1 e 2) | 19 maggio 2005    | 28 luglio 2005  |

## Viva Las Vegas
- Titolo originale: Viva Las Vegas
- Diretto da: Danny Cannon
- Scritto da: Danny Cannon e Carol Mendelsohn

### Trama
Warrick indaga sulla morte di un uomo, legato al gioco d'azzardo, ritrovato nella propria vasca da bagno, e cerca di capire se si tratta di un omicidio oppure di un suicidio. Sara e Nick trovano il cadavere di un uomo simile ad un alieno nel deserto. Greg debutta come agente sul campo, ma commette un errore.
- Special guest star: Reiko Aylesworth (Chandra Moore), French Stewart (Alien Minister)
- Altri interpreti: Nicholas Lea, Jonathan Penner, Alex Carter, José Zúñiga, Scott Klace, Marina Black, Archie Kao, Romy Rosemont, Tony Amendola, Terrell Tilford, David Berman, Wallace Langham, John L. Adams, Bug Hall
- Ascolti TV Italia: 3 438 000 telespettatori.[1]

## Pozzo nero
- Titolo originale: Down the Drain
- Diretto da: Kenneth Fink
- Scritto da: Naren Shankar

### Trama
Warrick e Catherine cercano un cadavere nelle fogne. Le ricerche lo portano a individuare una pista verso una casa piena di esplosivi artigianali dove aggressività e omertà circondano la famiglia che la abita.
- Altri interpreti: Cristine Rose, Brent Briscoe, Gigi Rice, Jesse Plemons, Lennie Loftin, David Berman, Michael Dempsey, Scott Lincoln, Steve Monroe, Jack Carter
- Ascolti TV Italia: 3 188 000 telespettatori.[1]

## False accuse
- Titolo originale: Harvest
- Diretto da: David Grossman
- Scritto da: Judith McCreary

### Trama
Il team indaga sulla scomparsa di una bambina. Ci saranno degli sviluppi in cui si scopriranno segreti agghiaccianti sulla famiglia della piccola.
- Guest star: Aisha Tyler (Mia Dickerson), D. B. Woodside (Marlon Waylord), Melissa Leo (Sybil Perez)
- Altri interpreti: America Ferrera (April Lopez), Ramon De Ocampo, Carlos Gomez, Madison McReynolds, Archie Kao, David Berman, Thomas Dekker, Paul Ganus, Jeremy Kent Jackson
- Ascolti TV Italia: 3 314 000 telespettatori.[2]

## I segni del tempo
- Titolo originale: Crow's Feet
- Diretto da: Richard J. Lewis
- Scritto da: Josh Berman

### Trama
Catherine e Nick indagano su una donna trovata morta in una camera d'albergo, probabilmente uccisa dal virus ebola. Sara, Greg e Grissom indagano sulla morte di un uomo ucciso apparentemente dal gas usato per la disinfestazione.
- Altri interpreti: Alex Carter, David Anders, Steven Brand, Brad Hunt, Larry Joshua, A. J. Buckley, James Patrick Stuart, David Berman, Eyal Podell, Corey Mendell Parker, David Teitelbaum
- Ascolti TV Italia: 3 192 000 telespettatori.[2]

## Scambi di coppia
- Titolo originale: Swap Meet
- Diretto da: Danny Cannon
- Scritto da: David Rambo, Naren Shankar, Carol Mendelsohn

### Trama
La morte di una donna, ritrovata nella fontana del suo quartiere, mette in luce i party per scambisti praticati nel quartiere stesso. Un uomo viene trovato ucciso con una sega circolare.
- Guest star: Aisha Tyler (Mia Dickerson), Pruitt Taylor Vince
- Altri interpreti: Dina Meyer, José Zúñiga, Wallace Langham, Henri Lubatti, Doug Savant, Dedee Pfeiffer, Robert Curtis Brown, Ed Quinn, James Patrick Stuart, David Berman, Danielle Savre
- Ascolti TV Italia: 2 844 000 telespettatori.[3]

## Cosa mangia Grissom?
- Titolo originale: What's Eating Gilbert Grissom?
- Diretto da: Kenneth Fink
- Scritto da: Sarah Goldfinger

### Trama
La squadra affronta nuovamente il killer del campus.
- Guest star: Aisha Tyler (Mia Dickerson), Summer Glau (Mandy Cooper), Clark Duke (ragazzo della confraternita).
- Altri interpreti: Harriet Sansom Harris, Taylor Nichols, David Lee Smith, Wallace Langham, Wayne Duvall, Romy Rosemont, Corey Stoll, Ron Perkins, Patrick Levis, Victor Bevine, John Cabrera, Brian Catalano, Paul Ganus
- Ascolti TV Italia: 3 110 000 telespettatori.[3]

## Formalità
- Titolo originale: Formalities
- Diretto da: Bill Eagles
- Scritto da: Dustin Lee Abraham e Naren Shankar

### Trama
Una ragazza viene rapita durante una festa con amici. Un'altra muore. Ma la squadra scopre una strana verità.
- Guest star: Aisha Tyler (Mia Dickerson), Xander Berkeley, Louise Lombard, Jon Tenney
- Altri interpreti: Jonathan Banks, Seth Gabel, Mike Erwin, Matthew Carey, Kate Mara, Adrianne Palicki, Marc Vann, Kevin Cooney, David Berman, Eric Lange
- Ascolti TV Italia: 2 823 000 telespettatori.[4]
- Nota. Uno dei televisori della camera d'albergo mostra una scena dell'episodio Video Ouija della serie animata Aqua Teen Hunger Force.

## Il sesso degli angeli
- Titolo originale: Ch-Ch-Changes
- Diretto da: Richard J. Lewis
- Scritto da: Jerry Stahl

### Trama
La squadra indaga sulla morte di una transessuale che aveva appena cambiato sesso. Stava scappando da qualcuno.
- Guest star: Aisha Tyler (Mia Dickerson), Kate Walsh (Mimosa)
- Altri interpreti: Lindsay Crouse, Don McManus, Katy Selverstone, Sam Anderson, Raphael Sbarge, Sarah Buxton, Archie Kao, David Berman, Kevin Fry-Bowers, Jazzmun, Kelly Mantle
- Ascolti TV Italia: 2 870 000 telespettatori.[4]

## Mea culpa
- Titolo originale: Mea culpa
- Diretto da: David Grossman
- Scritto da: Josh Berman e Carol Mendelssohn

### Trama
Una prova, modificata dal tempo, rivela una nuova impronta digitale che porta a ridiscutere il caso, ma soprattutto ad aprire un'inchiesta su Grissom.
- Guest star: Aisha Tyler (Mia Dickerson), Louise Lombard
- Altri interpreti: Alex Carter, Jason London, Marc Vann, Erik Jensen, Tina Lifford, Jason Segel, Bobby Hosea, Nana Visitor, Wallace Langham, Gerald McCullough, David Berman, John Lacy, Terry Bozeman, Palmer Davis
- Ascolti TV Italia: 2 990 000 telespettatori.[5]

## Niente di umano
- Titolo originale: No Humans Involved
- Diretto da: Rob Bailey
- Scritto da: Judith McCreary

### Trama
La squadra si è divisa ufficialmente. Grissom è stato ridotto a capoteam e con Sara e Greg si occupa della morte di un bambino affidato dagli assistenti sociali ad una famiglia affidataria. Catherine è supervisore del turno di notte e nella sua squadra ci sono Nick e Warrick. Il trio indaga in un carcere. Warrick ha uno scontro prima con una guardia e poi con Catherine.
- Guest star: Aisha Tyler (Mia Dickerson), Louise Lombard
- Altri interpreti: Alex Carter, Russell Wong, Mae Whitman, Rusty Schwimmer, Wallace Langham, Lobo Sebastian, Alexis Cruz, David Berman, Michael Bryan French, Walker Howard, Carla Renata, Lily Knight, MO, Miguel Najera, Palmer Davis
- Ascolti TV Italia: 3 194 000 telespettatori.[5]

## Elementare Watson
- Titolo originale: Who Shot Sherlock?
- Diretto da: Kenneth Fink
- Scritto da: David Rambo e Richard Catalani

### Trama
La squadra di Grissom indaga sulla morte di un uomo che interpretava Sherlock Holmes in un gioco di ruolo. Nick e Warrick si occupano di un incidente stradale e scommettono tra loro sull'esito dell'indagine. Greg Sanders, impegnato nel primo caso sotto le direttive di Grissom, deve dimostrare la sua attitudine come CSI e alla fine viene promosso.
- Altri interpreti: Catherine Dent, Sebastian Roché, John Krasinski, Rod McLachlan, Wallace Langham, José Zúñiga, Ted Rooney, Marc Vann, Archie Kao, David Berman, Steve Heinze
- Ascolti TV Italia: 2 744 000 telespettatori.[6]

## Crimini efferati
- Titolo originale: Snakes
- Diretto da: Richard J. Lewis
- Scritto da: Dustin Lee Abraham

### Trama
Una giornalista si era infiltrata nel mondo del narco corrido, genere musicale che esalta droga e criminalità. La squadra di Catherine deve indagare sulla sua morte molto simile al testo di una canzone.
- Guest star: Louise Lombard, Tony Plana, George Murdock
- Altri interpreti: Yancey Arias, Reid Scott, Michael Peña, Anna Berger, Miguel Perez, Geoffrey Rivas, Vernée Watson Johnson, David Berman, Doan Ly, Joe Nieves, Ken Weiler, Benjamin Burdick
- Ascolti tv Italia: 2 677 000 telespettatori.[6]

## Matrioska
- Titolo originale: Nesting Dolls
- Diretto da: Bill Eagles
- Scritto da: Sarah Goldfinger

### Trama
Sara e Catherine indagano insieme sull'omicidio di una donna russa. Ma le due si scontrano quando Sara maltratta il vedovo reo di essere un misogino maschilista. Si scoprono informazioni sul passato di Saraː sua madre uccise il marito violento e questo l'ha portata a passare la sua infanzia in un orfanotrofio.
- Altri interpreti: Željko Ivanek, Justin Louis, Lisa Thornhill, Misha Collins, Wallace Langham, Marc Vann, Ben Reed, Eric Stonestreet, David Berman
- Ascolti TV Italia: 3 772 000 telespettatori.[7]

## Il colore dei soldi
- Titolo originale: Unbearable
- Diretto da: Kenneth Fink
- Scritto da: Josh Berman e Carol Mendelsohn

### Trama
Il cadavere di un cacciatore viene ritrovato accanto a quello di un grosso orso Kodiak. All'animale è stata asportata la cistifellea. La dinamica degli eventi porta a presupporre la presenza di altre persone sulla scena del crimine. Nel frattempo in città si indaga su una giovane donna scomparsa dopo una serata con un'amica. I primi sospetti ricadono sul marito e su un altro uomo, ma dopo un'analisi più accurata si scopriranno ben altre verità.
- Special guest star: Louise Lombard, Lolita Davidovich
- Altri interpreti: Brad Rowe, Sara Foster, Forbes March, Jane Lynch, Veanne Cox, Meredith Scott Lynn, Michael Raymond-James, Wallace Langham, Gerald McCullough, Greg Pitts, Eric Stonestreet, David Berman, Jon Weller, Palmer Davis
- Ascolti TV Italia: 3 936 000 telespettatori.[7]

## Ritorno all'infanzia
- Titolo originale: King Baby
- Diretto da: Richard J. Lewis
- Scritto da: Jerry Stahl

### Trama
Le due squadre si uniscono per indagare sulla morte di Bruce Eiger, miliardario famoso. Ma il vero problema è il modo in cui Eiger è stato ritrovato: con un pannolone per neonati addosso, una sua perversione.
- Guest star: Aisha Tyler, Louise Lombard, Wendie Malick
- Altri interpreti: Susan Ward, Mark Derwin, Wallace Langham, Lyle Kanouse, Edie McClurg, Anthony Denison, Nan Martin, Marc Vann, Greg Ellis, David Berman, Valerie Wildman, Andy Buckley
- Ascolti TV Italia: 3 540 000 telespettatori.[8]

## Il corriere
- Titolo originale: Big Middle
- Diretto da: Bill Eagles
- Scritto da: Naren Shankar, Judith McCreary e Dustin Lee Abraham

### Trama
Grissom, Sara e Greg indagano sulla morte di un uomo, trovato morto nello stesso albergo dove si tiene un convegno su persone sovrappeso. Catherine, Nick e Warrick indagano su un cadavere senza volto trovato nel bosco e per cercare di fare luce sul caso indagheranno sul mondo delle scommesse.
- Special guest star: Steve Lawrence
- Altri interpreti: Alex Carter, Debra Christofferson, Kinna McInroe, Tara Karsian, Melora Hardin, Wallace Langham, Patrick Kilpatrick, John Furey, David Berman, Craig Saslow
- Ascolti TV Italia: 3 240 000 telespettatori.[8]

## Raptus violento
- Titolo originale: Compulsion
- Diretto da: Duane Clark
- Scritto da: Josh Berman e Richard Catalani

### Trama
Grissom, Sara e Greg cercheranno di far luce sull'omicidio di una hostess stuprata e uccisa nella sua camera d'albergo. Catherine, Nick e Warrick dovranno scoprire chi ha ucciso un bimbo di dodici anni, il primo sospettato è il fratello maggiore.
- Special guest star: Aisha Tyler, David Newsom
- Altri interpreti: Lee Tergesen, Wil Wheaton, Diane Dilascio, Tamara Clatterbuck, Jason Segel, Wallace Langham, José Zúñiga, Tina Lifford, Marc Vann, James Patrick Stuart, Russell Sams, David Berman, Cleo King, Andy Gobienko, Erin Matthews, Larry Sullivanrt
- Ascolti TV Italia: 2 975 000 telespettatori.[8]

## Il miglior amico
- Titolo originale: Spark of Life
- Diretto da: Kenneth Fink
- Scritto da: Allen MacDonald

### Trama
Sara e Grissom vengono chiamati sulla scena di un incendio apparentemente appiccato da un piromane e trovano una vittima. Subito dopo però, i due rinvengono il corpo di una donna gravemente ustionata, ma ancora viva. Catherine e Warrick invece si recano in una casa dove è stata compiuta una strage familiare. Effettuando un'analisi del DNA, Grissom scoprirà che i casi sono collegati.
- Special guest star: Aisha Tyler, Louise Lombard, Tim DeKay
- Altri interpreti: Alex Carter, Justin Kirk, Wallace Langham, Heather McComb, Lina Patel, David Berman, Terry Bozeman
- Ascolti TV Italia: 3 431 000 telespettatori.[9]
- Nota. Quando Catherine e Warrick entrano nella casa della vittima annegata, l'introduzione di Aqua Teen Hunger Force può essere vista su un piccolo televisore, anche se con un audio alternativo.

## Il narcisista
- Titolo originale: 4 x 4
- Diretto da: Terrence O'Hara
- Scritto da: Dustin Lee Abraham, David Rambo, Sarah Goldfinger e Naren Shankar

### Trama
Grissom e Brass indagano sullo scontro di due auto in una strada a senso unico. Warrick, Catherine e il detective Vartan indagano sullo stupro e l'uccisione di una ragazza. Sara e Greg dovranno stabilire le cause della morte di un culturista. Infine Nick dovrà capire chi ha ucciso un bambino il cui corpo presenta gravi ustioni ed ematomi.
La particolarità dell'episodio è il fatto che, venendo proposte quattro diverse storie avvenute in contemporanea, alla fine di ognuna di esse il tempo va a ritroso per poter raccontare la vicenda successiva dall'inizio.
- Altri interpreti: Alex Carter, Robert Chicchini, Neil Hopkins, José Zúñiga, Wallace Langham, Reni Santoni, Romy Rosemont, David Berman, Chauncey Leopardi, Scottie Epstein, Cerina Vincent, Lauren C. Mayhew, Shane Haboucha, Mandy Musgrave, Pat Healy, Debra Wilson, Clement E. Blake
- Ascolti TV Italia: 3 849 000 telespettatori.[9]

## L'altra verità
- Titolo originale: Hollywood Brass
- Diretto da: Bill Eagles
- Scritto da: Sarah Goldfinger e Carol Mendelsohn

### Trama
Brass si reca a Los Angeles per indagare sulla morte di un'amica della figlia Ellie. Riceverà l'aiuto di Warrick, in città per un convegno.
- Special guest star: Nick Searcy
- Altri interpreti: Donna Murphy, Teal Redmann, Michael Kenneth Williams, Matthew Glave, Johnny Sneed, Karina Logue, Brian Leckner, Joel Polis, Eric Allan Kramer, John Wynn
- Nota: in questo episodio è assente Gil Grissom.
- Ascolti TV Italia: 4 021 000 telespettatori.[10]

## Ai limiti della follia
- Titolo originale: Committed
- Diretto da: Richard J. Lewis
- Scritto da: Richard J. Lewis, Sarah Goldfinger e Uttam Narsu

### Trama
Sara e Grissom indagano sulla morte di un ragazzo in un manicomio.
- Special guest star: Louise Lombard, Robin Weigert, Annie Corley
- Altri interpreti: James Badge Dale, Jon Huertas, Wallace Langham, David Bowe, Christian Clemenson, Kristoffer Winters, Jason Matthew Smith, Chris Williams, Allan Kolman, Michael Reid McKay
- Ascolti TV Italia: 4 202 000 telespettatori.[10]

## Le lacrime di Willows
- Titolo originale: Weeping Willows
- Diretto da: Kenneth Fink
- Scritto da: Areanne Lloyd

### Trama
Catherine rifiuta le avance di un certo Novak. Il giorno dopo l'uomo viene accusato di aver ucciso una ragazza. Catherine tacerà a Grissom la conoscenza del sospettato e Grissom non la prenderà bene.
- Special guest star: Aisha Tyler, Anita Gillette, Shawn Hatosy, Alan Rosenberg
- Altri interpreti: Alex Carter, Channon Roe, Wallace Langham, Marc Vann, Meredith Scott Lynn, Madison McReynolds, Lauren Bowles, Geoffrey Rivas, David Berman, Lauren Birkell, Lelah Foster, Larry Sullivan
- Ascolti TV Italia: 3 269 000 telespettatori.[11]

## Ghiacciato
- Titolo originale: Iced
- Diretto da: Richard J. Lewis
- Scritto da: Josh Berman

### Trama
Sara e Greg indagano sulla morte di uno studente universitario playboy e della sua ultima fiamma.
- Special guest star: Aisha Tyler
- Altri interpreti: Alex Carter, James Ransone, Alexandra Lydon, Billy Gardell, Jennifer Blanc, Ken Garito, Wallace Langham, Marc Vann, Casey Biggs, Kim Johnston Ulrich, Katie Mitchell, Archie Kao, Jason Segel, David Berman, Jon Wellner, Katherine Henryk
- Ascolti TV Italia: 3 786 000 telespettatori.[11]

## Sepolto vivo
- Titolo originale: Grave Danger
- Diretto da: Quentin Tarantino
- Scritto da: Naren Shankar, Anthony E. Zuiker e Carol Mendelsohn (sceneggiatura); Quentin Tarantino (soggetto)

### Trama
- Special guest star: Scott Wilson, Tony Curtis, Frank Gorshin
- Altri interpreti: Andrew Prine, John Saxon, Lois Chiles, Michael Bacall, Clark Middleton, Wallace Langham, Marc Vann, Archie Kao, David Berman
- Ascolti TV Italia: 2 927 000 telespettatori (prima parte); 3 397 000 telespettatori (seconda parte).[12]